# Phosphoinositid-3-Kinasen
Phosphoinositid-3-Kinasen (PI3-Kinase, PI3K) sind Enzyme, deren Aktivität in sämtlichen eukaryotischen Zellen zu finden ist. Sie spielen eine wichtige Rolle in der Signaltransduktion und sind an einer Vielzahl von zellulären Schlüsselfunktionen, wie Zellwachstum, Zellproliferation, Migration, Differenzierung, Überleben und Zelladhäsion beteiligt. Beim Menschen können Veränderungen der Struktur, Aktivität oder Regulation der PI3K zu Krankheiten, wie Allergien, Entzündungsprozessen, Herzkrankheiten sowie Krebs führen.
PI3K katalysiert die Phosphorylierung der 3’-OH Position am Inositolring von bestimmten Phospholipiden in der Zellmembran, sogenannten Phosphatidylinositolen. Diese Phosphoinositide, vor allem Phosphatidylinositol-3,4,5-trisphosphat (PIP3), dienen als Andockstellen für weitere Proteine, wie Proteinkinase B (auch Akt genannt) und PDK1. Der wichtigste Signalweg, den die PI3K so aktiviert ist der PI3K/Akt Signalweg. Ein Gegenspieler der PI3K ist die Phosphatase PTEN, die ein wichtiger Tumorsuppressor ist.
Die PI3-Kinase-Superfamilie besteht aus mehreren strukturell verwandten Enzymen, die nach der Proteindomänenstruktur der katalytischen Untereinheiten in die drei funktionellen Klassen IA, IB, II und III eingeteilt werden und aus insgesamt acht Isoformen bestehen:
- Phosphorylierung von Phosphatidylinositol (PtdIns), PtdIns4P und PtdIns(4,5)P2 (bevorzugt):
  - Klasse IA-PI3K (EC 2.7.1.153): p110α, p110β, p110δ[1]
  - Klasse IB-PI3K: p110γ[2]
- Phosphorylierung von  PtdIns4P und PtdIns (bevorzugt):
  - Klasse II-PI3K (EC 2.7.1.154): PI3K-C2α, PI3K-C2β, PI3K-C2γ[3]
- Phosphorylierung von PtdIns:
  - Klasse III-PI3K (EC 2.7.1.137): Vps34[4]

Ein Beispiel für einen PI3K-Inhibitor ist Wortmannin.
Die PI-3 Kinase wurde 1985 von Lewis C. Cantley und Kollegen entdeckt.